# فولیکولوژنز
اگرچه این روند در بسیاری از حیوانات مشابه است، این مقاله منحصراً به فولیکولوژنز انسانی می‌پردازد.

ترتیب تغییرات در تخمدان: ۱-قاعدگی ۲-رشد فولیکول ۳-فولیکول بالغ ۴-تخمک‌گذاری ۵-جسم زرد ۶-زوال جسم زرد

فولیکولوژنز یا فولیکول‌زایی (به انگلیسی: folliculogenesis) فرایندی است که در آن فولیکول‌های تخمدان به بلوغ می‌رسند. این فولیکول‌ها از سلول‌های سوماتیک تشکیل شده‌اند که یک اووسیت نابالغ (سلول جنسی ماده) را در بر می‌گیرند. در اثر فولیکولوژنز تعدادی از فولیکول‌های اولیه کوچک به فولیکول‌های بزرگ‌تر تبدیل می‌شوند و سمت عمل تخمک‌گذاری که بخشی از چرخه قاعدگی است، سوق داده می‌شوند.
برخلاف اسپرماتوژنز مردانه که می‌تواند به‌طور نامحدود و تا پایان عمر ادامه یابد، فولیکولوژنز زمانی به پایان می‌رسد که فولیکول‌های باقی‌مانده در تخمدان‌ها توانایی پاسخگویی به هورمون‌های جنسی زنانه را نداشته باشند که پیش از آن، برخی از فولیکول‌ها را برای بالغ شدن تحریک می‌کرد. این کاهش ذخایر فولیکول نشانه آغاز یائسگی است.

## نمای کلی
نقش اصلی فولیکول حمایت از اووسیت است. از کل مجموعه فولیکول‌هایی که یک زن با آن متولد می‌شود، تنها ۰٫۱٪ آنها تخمک‌گذاری را تجربه می‌کنند، در حالی که ۹۹٫۹٪ در فرآیندی به نام آترزی فولیکولی از بین می‌روند. از زمان تولد، تخمدان‌های زنان در گونهٔ انسان دارای تعداد زیادی فولیکول نابالغ و اولیه است. این فولیکول‌ها هر کدام دارای یک تخمک اولیه نابالغ مشابه هستند. در دوران بلوغ، بازوهای فولیکولی شروع به فولیکولوژنز می‌کنند و وارد یک الگوی رشد می‌شوند که به تخمک‌گذاری (فرآیندی که تخمک از فولیکول خارج می‌شود) یا آترزی (مرگ سلول‌های گرانولوزای فولیکول) ختم می‌شود.
در طول رشد فولیکولی، فولیکول‌های اولیه تحت یک سری تغییرات حیاتی از نظر بافتی و هورمونی، قرار می‌گیرند. ابتدا به فولیکول‌های اولیه و سپس به فولیکول‌های ثانویه تبدیل می‌شوند. پس از طی این دو مرحله، بزرگ‌ترین فولیکول به شکل سومی به خود می‌گردد و فولیکول آنترال را پدید می‌آورد. در همۀ مراحل رشد، فولیکول‌ها تحت تأثیر هورمون‌هایی، به‌ویژه FSH که باعث افزایش چشمگیری در سرعت رشد آنها می‌شود، قرار دارند. فولیکول آنترال یا پیش از تخمک‌گذاری، پس از طی کردن رشد نهایی، پاره شده و اووسیت (که به اووسیت ثانویه تبدیل شده است) را به درون تخمدان آزاد می‌کند و به فولیکولوژنز پایان می‌دهد.
«انتخاب فولیکولی» فرآیندی است که طی آن «فولیکول غالب منفرد» از میان چندین فولیکول ثانویه و برای رشد ترجیحی انتخاب می‌شود. تحقیقات نشان داده است که فولیکولوژنز تنها یک بار و آن هم در مرحله اولیه تا اواسط فولیکولی چرخه قاعدگی رخ می‌دهد و منجر به تخمک گذاری می‌شود.

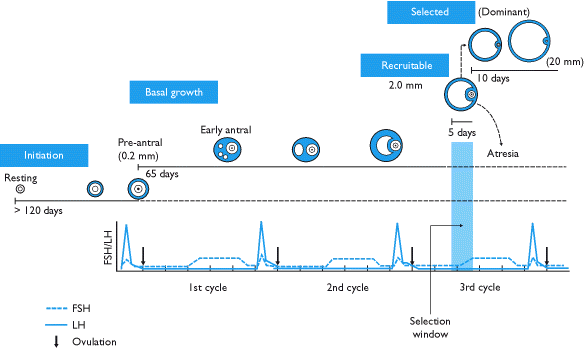
نمودار فولیکولوژنز، شروع از قبل از آنترال (ثانویه اواخر)، توسط NCBI

## فازهای رشد
فولیکولوژنز پیوسته است، به این معنی که در هر زمان تخمدان‌های دارای فولیکول‌هایی هستند که در مراحل مختلف رشد قرار دارند با این حال اکثر فولیکول‌ها می‌میرند و هرگز کامل نمی‌شوند. تعداد کمی به‌طور کامل رشد می‌کنند و یک اووسیت ثانویه پدیدمی‌آورند که با پارگی فولیکول در فرآیندی به نام تخمک‌گذاری آزاد می‌شود.
فولیکول در حال رشد از مراحل متمایز زیر عبور می‌کند که با ویژگی‌های ساختاری خاصی مشخص می‌شوند:
در یک چشم‌انداز بزرگ‌تر، کل فولیکولوژنز، از فولیکول اولیه تا پیش از تخمک‌گذاری، به مرحله اوتیدوژنز در اووژنز تعلق دارد.
| مرحله            | توضیحات                                                              | اندازه |
| ---------------- | -------------------------------------------------------------------- | --- |
| پیش‌اولیه         | خفته، کوچک، تنها یک لایه از سلول‌های گرانولوزای مسطح                  | فولیکول‌های اولیه حدود ۰٫۰۳–۰٫۰۵ هستند میلی‌متر در قطر |
| اولیه            | سلول‌های میتوتیک، سلول‌های گرانولوزای مکعبی                            | تقریباً ۰٫۱ میلی‌متر در قطر |
| ثانویه           | وجود سلول‌های تکا، لایه‌های متعدد سلول‌های گرانولوزا                    | فولیکول اکنون ۰٫۲ است میلی‌متر در قطر |
| اوایل دوره سوم   |                                                                      | فولیکول سوم به‌طور خودسرانه به پنج کلاس تقسیم می‌شود. فولیکول‌های کلاس ۱ ۰٫۲ هستند میلی‌متر در قطر، کلاس ۲ حدود ۰٫۴ میلی‌متر، کلاس ۳ حدود ۰٫۹ میلی‌متر، کلاس ۴ حدود ۲ میلی‌متر و کلاس ۵ حدود ۵ میلی‌متر         |
| اواخر دوره سوم   | آنتروم کاملاً تشکیل شده، بدون تمایز سلولی بیشتر، بدون پیشرفت جدید     | فولیکول‌های کلاس ۶ حدود ۱۰ عدد هستند میلی‌متر قطر، کلاس ۷ حدود ۱۶ میلی‌متر و کلاس ۸ حدود ۲۰ است میلی‌متر رشد فولیکول‌های غیر غالب فراتر از کلاس ۵ معمول است، اما به ندرت بیش از یک فولیکول کلاس ۸ وجود دارد. |
| پیش از تخمک‌گذاری | ایجاد رشد و افزایش ترشح استروژن، تمام فولیکول‌های دیگر آترتیک یا مرده | |

علاوه بر این، فولیکول‌هایی که یک آنتروم تشکیل داده‌اند، فولیکول‌های آنترال یا فولیکول‌های گراآف نامیده می‌شوند. تعاریف در جایی که این تغییر در مرحله‌بندی داده‌شده در بالا رخ می‌دهد متفاوت است، برخی بیان می‌کنند که هنگام ورود به مرحله ثانویه رخ می‌دهد، و برخی دیگر بیان می‌کنند که هنگام ورود به مرحله سوم اتفاق می‌افتد.
تا مرحله پیش از تخمک‌گذاری، فولیکول دارای یک اووسیت اولیه است که در پروفاز میوز I متوقف شده است. در پایان مرحله پیش از تخمک‌گذاری، اووسیت به میوز ادامه می‌دهد و به یک تخمک ثانویه تبدیل و در متافاز II متوقف می‌شود.

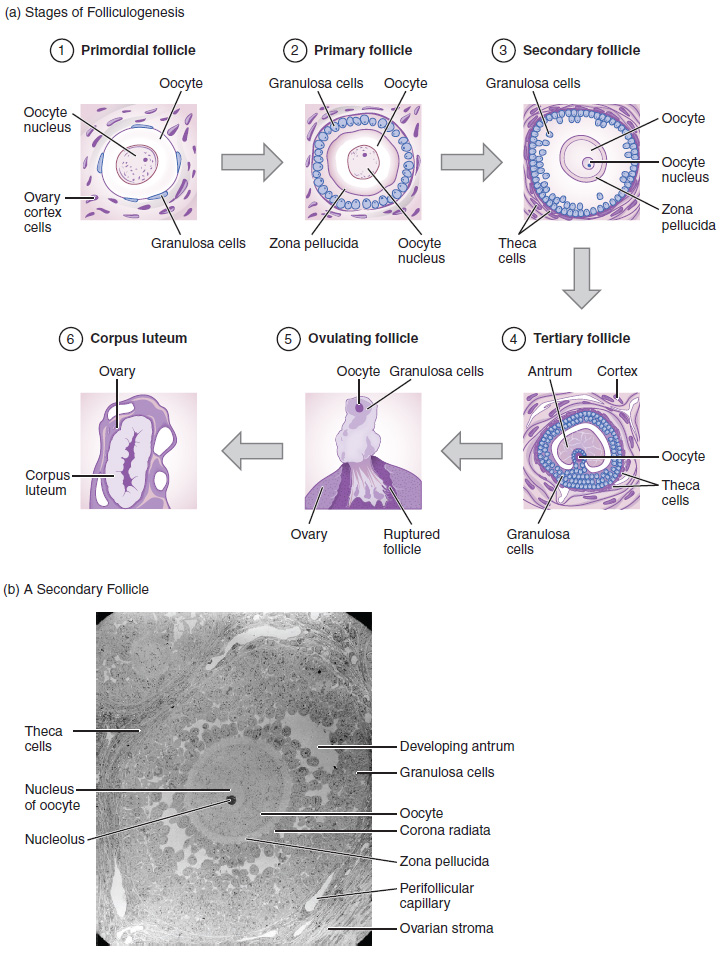
(الف) بلوغ یک فولیکول در جهت عقربه‌های ساعت و از فولیکول‌های اولیه نشان داده می‌شود. FSH رشد فولیکول سوم و LH تولید استروژن توسط سلول‌های گرانولوزا و تکا را تحریک می‌کند. هنگامی که فولیکول بالغ می‌شود، دچار پارگی شده و تخمک را آزاد می‌کند. سلول‌های باقی مانده در فولیکول سپس به جسم زرد تبدیل می‌شوند. (ب) در این میکروگراف الکترونی یک فولیکول ثانویه، تخمک، سلول‌های تکا (تکای فولیکولی) و آنتروم در حال رشد به وضوح قابل مشاهده هستند. تصاویر میکروسکوپ الکترونی

### پیش‌اولیه
در هفته‌های ۱۸ تا ۲۲ پس از لقاح، قشر تخمدان (تخمدان جنین مؤنث) بیشترین تعداد فولیکول‌های خود را دارد (حدود ۴ تا ۵ میلیون در حالت متوسط، اما این تعداد بین ۶ تا ۷ میلیون از فردی به فرد دیگر متغیر است). این فولیکول‌های اولیه دارای اووسیت‌های نابالغ احاطه‌شده توسط سلول‌های گرانولوزای صاف و سنگفرشی (سلول‌های پشتیبان) هستند که توسط لایه بازال از محیط اووسیت جدا شده‌اند. آنها ساکن هستند و فعالیت بیولوژیکی کمی از خود نشان می‌دهند. از آنجایی که فولیکول‌های اولیه می‌توانند تا ۵۰ سال در انسان بدون تغییر باشند، طول چرخه تخمدان این زمان را شامل نمی‌شود.
تعداد فولیکول‌ها پیش از تولد اندکی کاهش می‌یابد و در طول رشد کودک تا متوسط به ۵۰۰۰۰۰ فولیکول در سن بلوغ کاهش می‌یابد (جمعیت‌ها در سن بلوغ بین ۲۵۰۰۰ تا ۱٫۵ میلیون نفر است). به دلیل ماهیت «ناکارآمد» فولیکولوژنز (که بعداً مورد بحث قرار خواهد گرفت)، تنها ۴۰۰–۵۰۰ از این فولیکول‌ها به مرحله قبل از تخمک گذاری می‌رسند. در دوران یائسگی نیز تنها ۱۰۰۰ فولیکول از کل فولیکول‌های تخمدانی باقی می‌ماند. به نظر می‌رسد که یائسگی زودرس برای زنان با تعداد کم فولیکول‌ها در آغاز تولد اتفاق می‌افتد و یائسگی دیررس برای زنان با تعداد فولیکول تخمدانی بالا در بدو تولد رخ می‌دهد، اما هنوز هیچ شواهد بالینی برای این موضوع وجود ندارد.
فرآیندی که توسط آن سلول‌های اولیه شروع به رشد می‌کنند به عنوان بیداری اولیه شناخته می‌شود. تحقیقات نشان داده است که بیداری اولیه با تعادل هورمون‌های محرک و بازدارنده مختلف و فاکتورهای رشد محلی رخ می‌دهد.

### اولیه
در طول فعال شدن فولیکول‌های تخمدان، سلول‌های گرانولوزای فولیکول‌های اولیه از یک ساختار صاف به یک ساختار مکعبی تغییر می‌کنند و ایجاد فولیکول اولیه را نشان می‌دهند. ژنوم اووسیت فعال و ژن‌ها رونویسی می‌شوند. مسیرهای سیگنالینگ پاراکرین ابتدایی که برای ارتباط بین فولیکول و اووسی حیاتی هستند تشکیل می‌شوند. تخمک و فولیکول هر دو به‌طور چشمگیری رشد می‌کنند و تقریباً قطر ۰٫۱ میلی‌متر می‌رسند.
فولیکول‌های اولیه در این زمان گیرنده‌هایی برای هورمون محرک فولیکول (FSH) ایجاد می‌کنند، اما تا مرحله آنترال مستقل از گنادوتروپین هستند. با این حال، تحقیقات نشان داده است که حضور FSH رشد فولیکول را در شرایط آزمایشگاهی تسریع می‌کند.
یک کپسول پلیمری گلیکوپروتئین به نام زونا پلوسیدا در اطراف اووسیت تشکیل می‌شود و آن را از سلول‌های گرانولوزای اطراف جدا می‌کند. زونا پلوسیدا، که پس از تخمک‌گذاری با اووسیت باقی می‌ماند، دارای آنزیم‌هایی است که با اسپرم کاتالیز می‌کنند تا اجازه نفوذ آن را به داخل خود بدهند.